# Przewodnik po zbrodni według grzecznej dziewczynki (serial telewizyjny)
Przewodnik po zbrodni według grzecznej dziewczynki (ang. A Good Girl’s Guide to Murder) – brytyjski serial telewizyjny oparty na powieści Holly Jackson pod tym samym tytułem, zaadaptowany przez Poppy Cogan, wyreżyserowany przez Dolly Wells i stworzony przez Moonage Pictures dla BBC Three. Pierwszy sezon serialu składa się z sześciu 45-minutowych odcinków, które obejmują wydarzenia z pierwszej książki. Jeśli serial zostanie odnowiony, kolejne sezony mają na celu pokrycie fabuły dwóch pozostałych książek. 23 marca 2024 roku Holly Jackson udostępniła krótki klip z serialu z datą premiery w Wielkiej Brytanii zaplanowaną na lipiec 2024 roku. Serial miał międzynarodową premierę na Netflix 1 sierpnia 2024 roku.

## Fabuła
Pip Fitz-Amobi (Emma Myers) nie jest zadowolona z tego, że sprawa zabójstwa miejscowej uczennicy nie została dostatecznie zbadana, więc postanawia wziąć sprawy w swoje ręce i przygotowuje na ten temat swój projekt EPQ (Extended Project Qualification).

## Obsada

### Główna
- Emma Myers jako Pippa (Pip) Fitz-Amobi
  - Kitty Anderson jako Młoda Pip
- Zain Iqbal jako Ravi Singh
- Asha Banks jako Cara Ward
- Raiko Gohara jako Zach Chen
- Jude Morgan-Collie jako Connor Reynolds
- Yali Topol Margalith jako Lauren Gibson
- Yasmin Al-Khudhairi jako Naomi Ward
- Henry Ashton jako Max Hastings
- Carla Woodcock jako Becca Bell
- Mathew Baynton w roli Elliota Warda
- Gary Beadle jako Victor Amobi
- Anna Maxwell Martin jako Leanne Amobi

### Epizodyczna
- Indie Lillie Davies jako Andie Bell
- Rahul Pattni jako Sal Singh
- Georgia Arron jako Emma Hutton
- Orla Hill jako Ruby Foxcroft
- Mitu Panicucci jako Stella Chapman
- Annabel Mullion jako Rosie Hastings
- Adam Astil jako Toby Hastings
- Matthew Khan w roli Dylana
- Matt Chambers jako Jason Bell
- Jackson Bews jako Daniel da Silva

### Gościnna
- Jessica Webber jako Nat Da Silva
- Ephraim OP Sampson jako Jake Lawrence

## Lista odcinków
| Nr | # | Tytuł     | Reżyseria   | Scenariusz                   | Premiera BBC Three | Premiera Netflix |
| -- | - | --------- | ----------- | ---------------------------- | ------------------ | ---------------- |
| 1  | 1 | Odcinek 1 | Dolly Wells | Poppy Cogan                  | 1 lipca 2024       | 1 sierpnia 2024  |
| 2  | 2 | Odcinek 2 | Dolly Wells | Poppy Cogan                  | 1 lipca 2024       | 1 sierpnia 2024  |
| 3  | 3 | Odcinek 3 | Dolly Wells | Ruby Thomas                  | 1 lipca 2024       | 1 sierpnia 2024  |
| 4  | 4 | Odcinek 4 | Tom Vaughan | Zia Ahmed i Poppy Cogan      | 1 lipca 2024       | 1 sierpnia 2024  |
| 5  | 5 | Odcinek 5 | Tom Vaughan | Poppy Cogan i Ajoke Ibironke | 1 lipca 2024       | 1 sierpnia 2024  |
| 6  | 6 | Odcinek 6 | Tom Vaughan | Poppy Cogan                  | 1 lipca 2024       | 1 sierpnia 2024  |

## Produkcja
We wrześniu 2022 roku ogłoszono, że projekt będzie telewizyjną adaptacją powieści Holly Jackson Przewodnik po zbrodni według grzecznej dziewczynki dla BBC Three, wyprodukowaną przez Moonage Pictures. Reżyserią zajęła się Dolly Wells na podstawie scenariusza Poppy Cogan, wraz z Zią Ahmed, Ajoke Ibironke i Ruby Thomas. Produkcją zajęła się Florence Walker, a producentami wykonawczymi zostali Matthew Read, Matthew Bouch i Frith Tiplady dla Moonage Pictures oraz Lucy Richer i Danielle Scott-Haughton dla BBC, a także Wells, Holly Jackson i Cogan.

### Casting
W czerwcu 2023 roku rozpoczęła się produkcja, a Emma Myers i Zain Iqbal zostali obsadzeni w głównych rolach Pip i Ravi.

### Zdjęcia
Zdjęcia miały miejsce w okolicach Bristolu i Somerset. Lokacje obejmowały jaskinie Redcliffe, parking Avon Valley Railway, Redland, Redmaids' High School, Westbury on Trym, i Axbridge. Filmowanie odbyło się między lipcem 2023 a wrześniem 2023 roku.